# Liste der Orte in Virginia
Die folgende Liste zeigt alle Kommunen und Siedlungen im US-Bundesstaat Virginia. Sie enthält Orte sowohl mit dem Status Independent city und Town als auch Census-designated place (CDP).
Die obere Tabelle enthält die Siedlungen, die bei der Volkszählung im Jahr 2020 mehr als 10.000 Einwohner hatten. Ebenfalls aufgeführt sind die Daten der vorherigen Volkszählung im Jahr 2010 und 2000. Die Rangfolge entspricht den Zahlen von 2010.

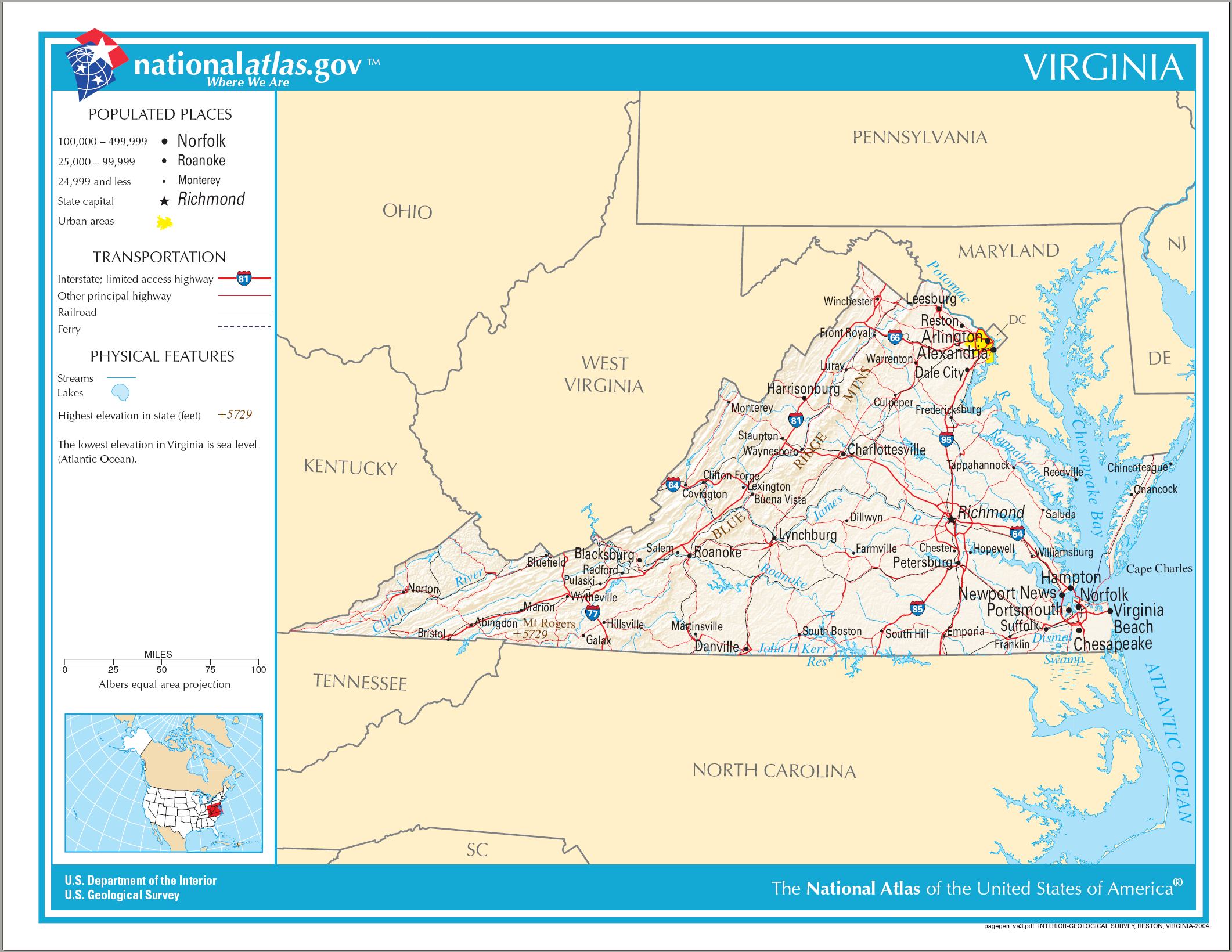
Karte von Virginia

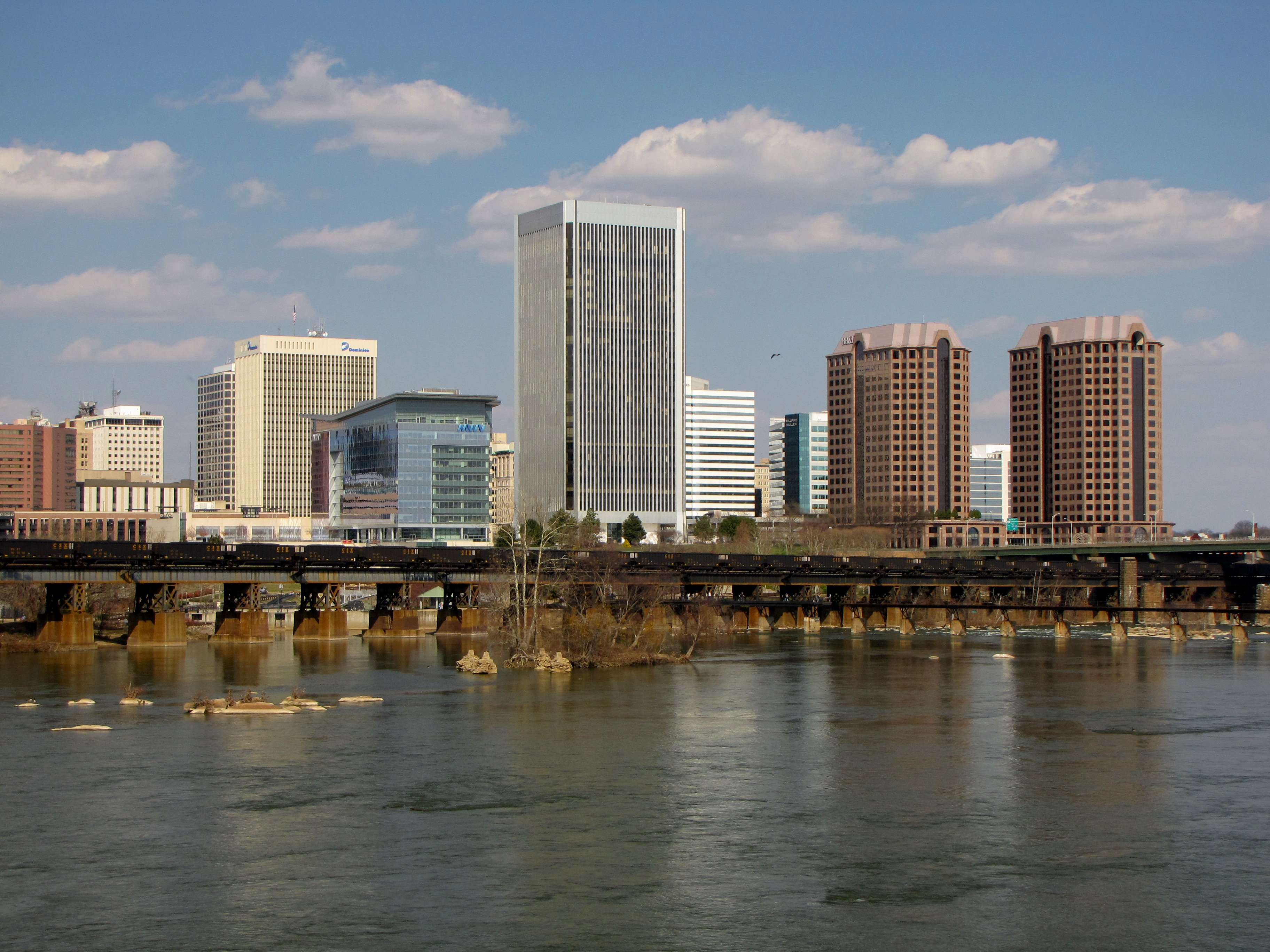
Richmond, die Hauptstadt von Virginia

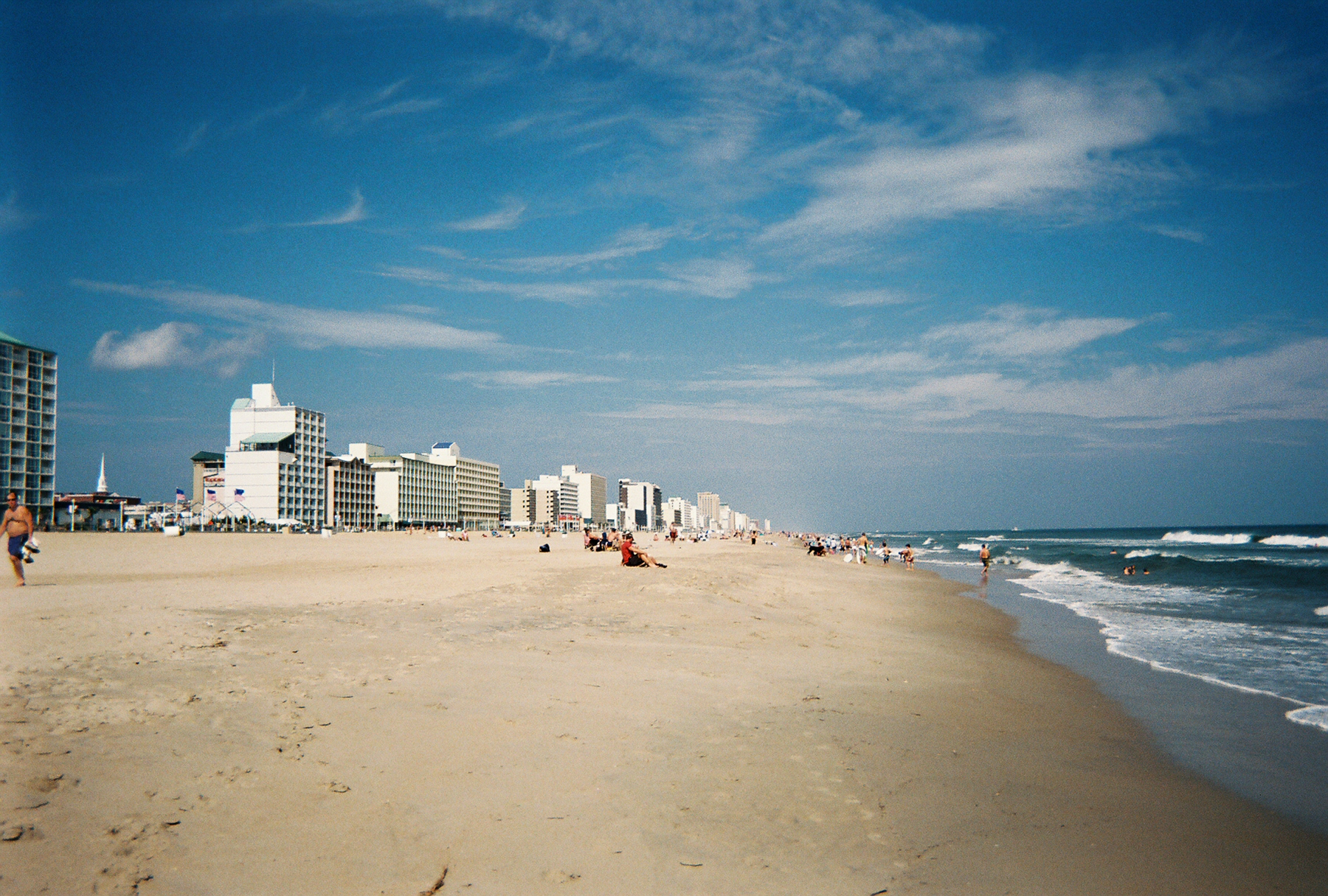
Virginia Beach, die größte Stadt Virginias

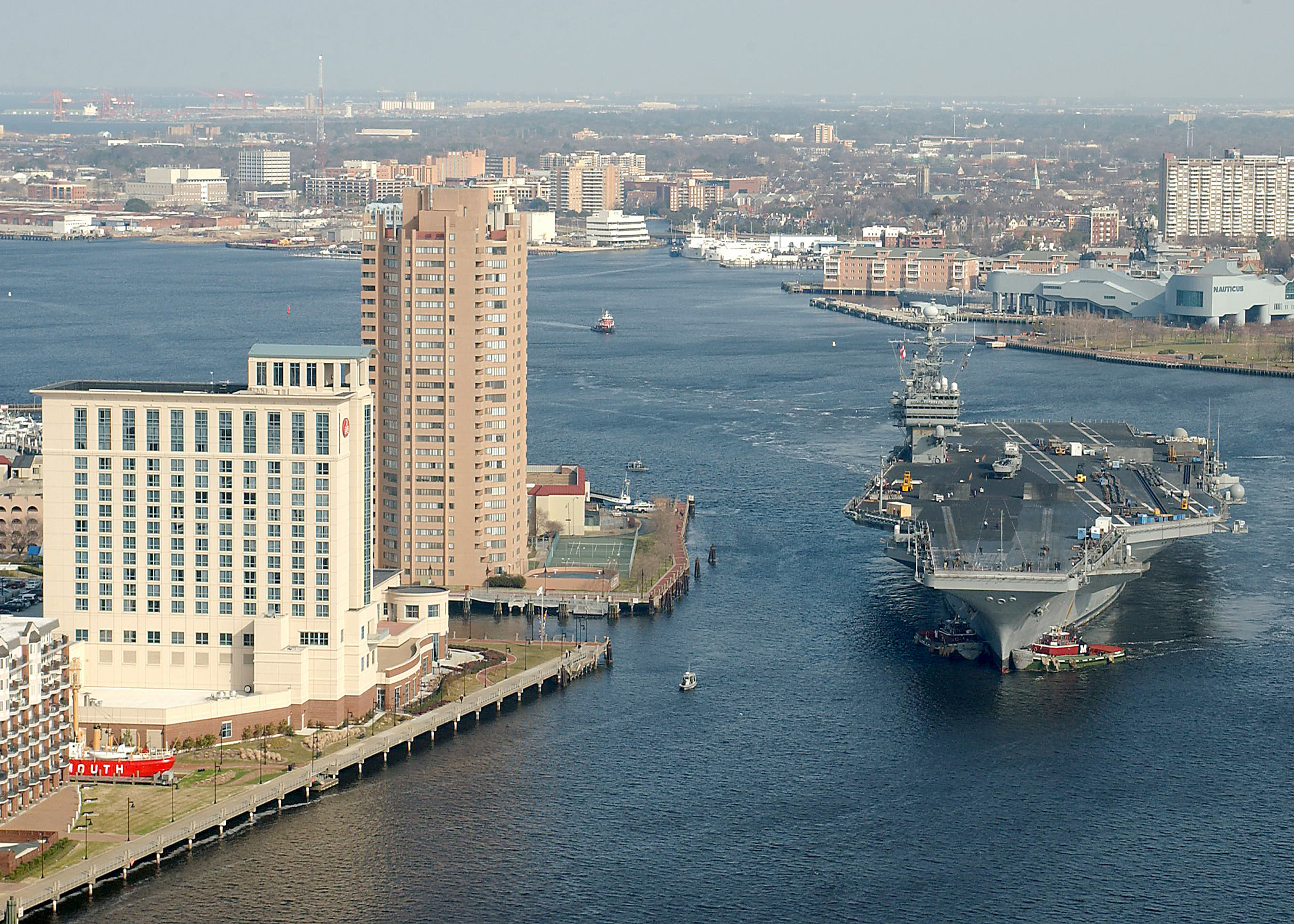
Norfolk

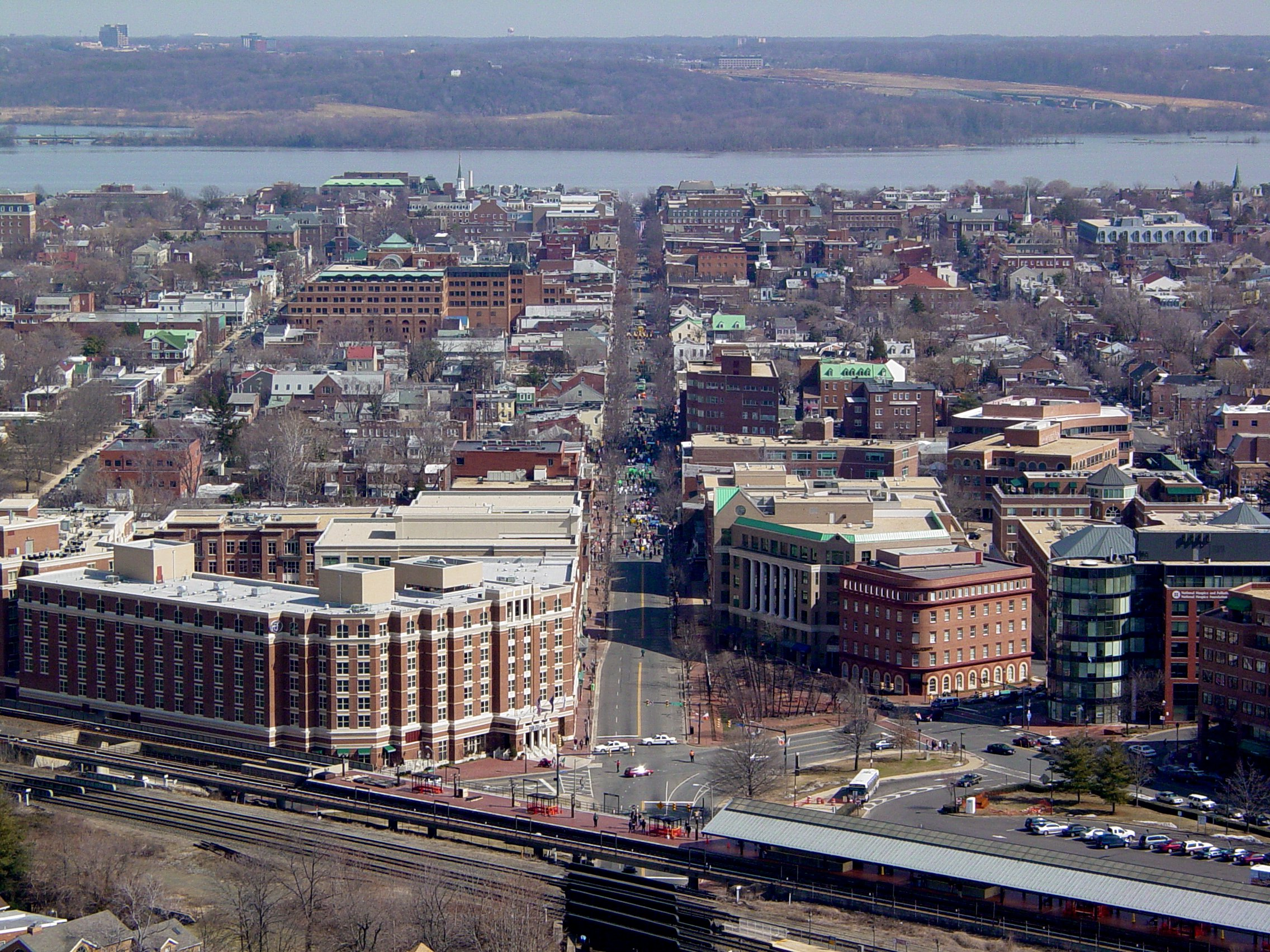
Alexandria

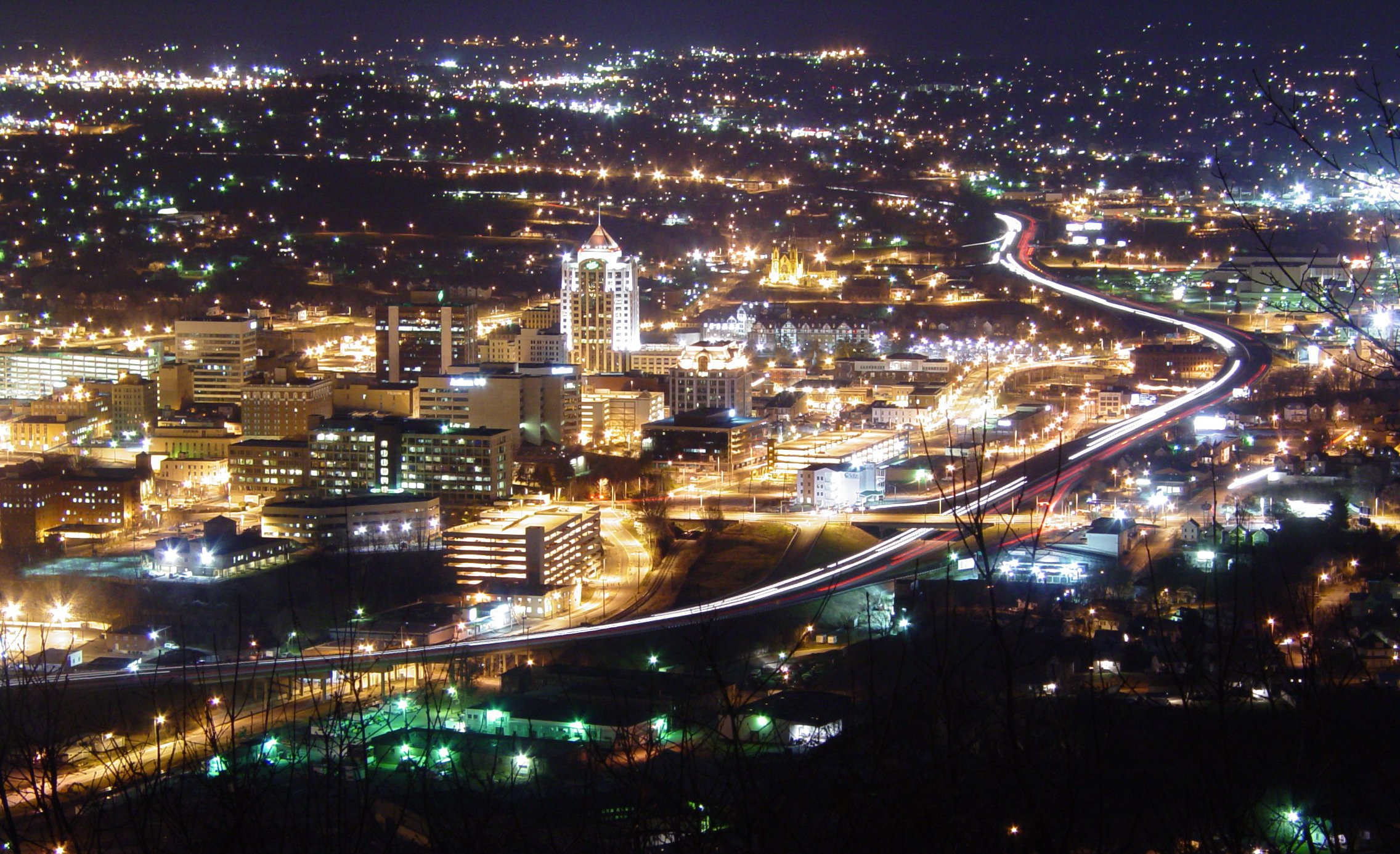
Roanoke

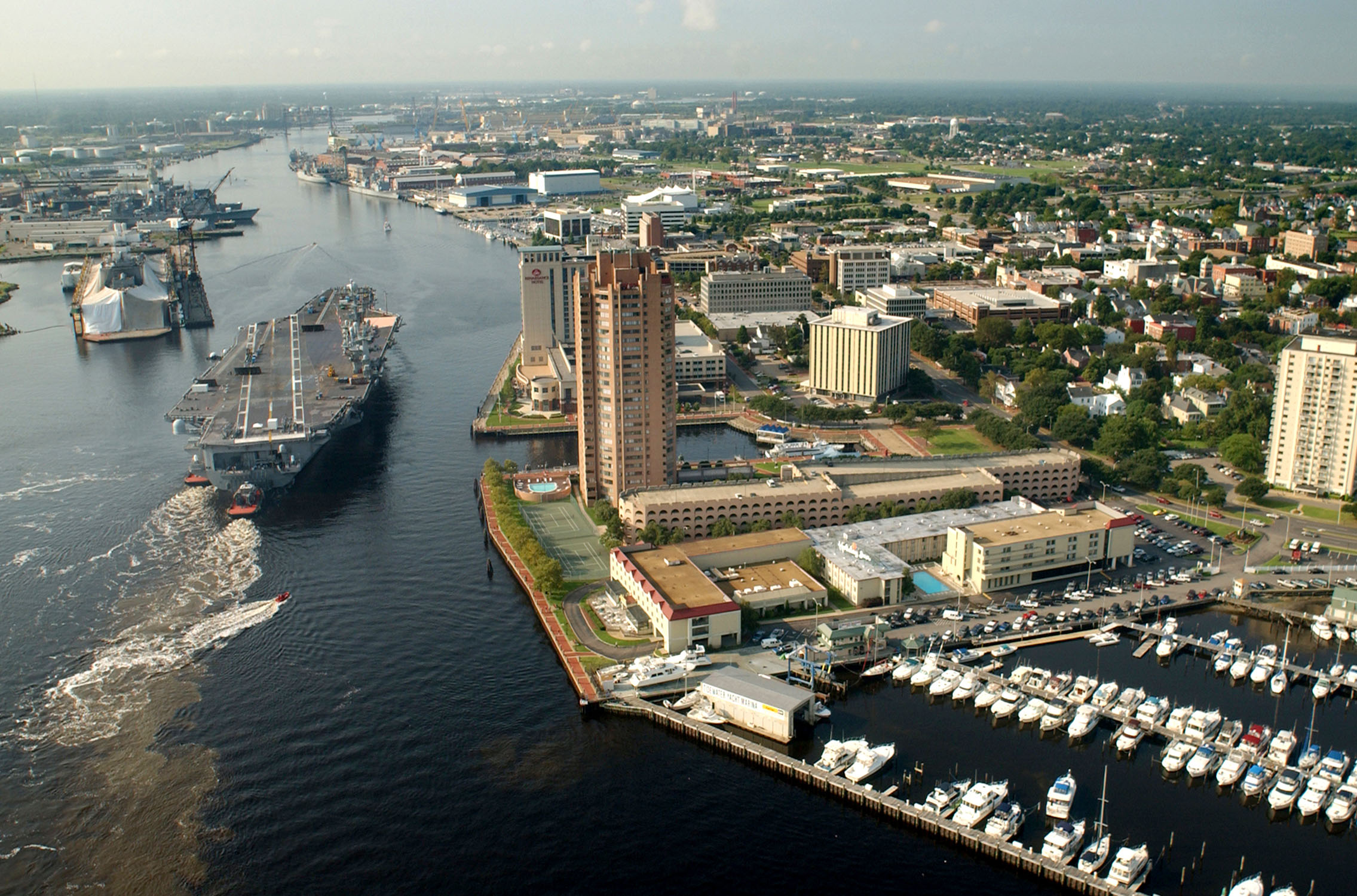
Portsmouth

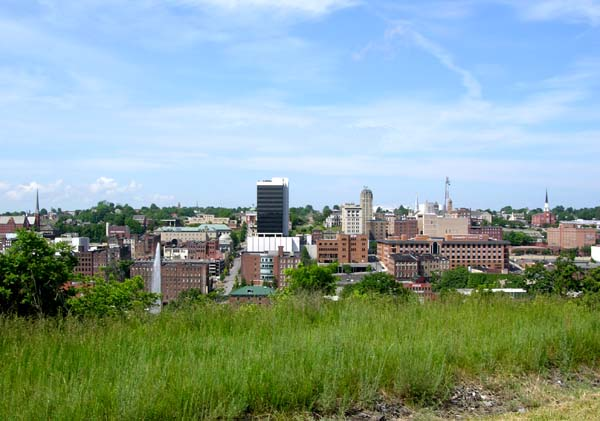
Lynchburg

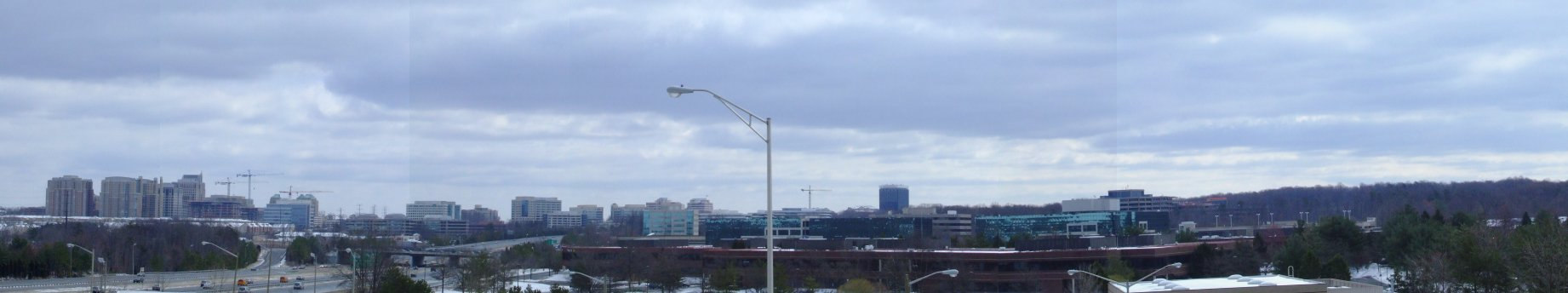
Reston

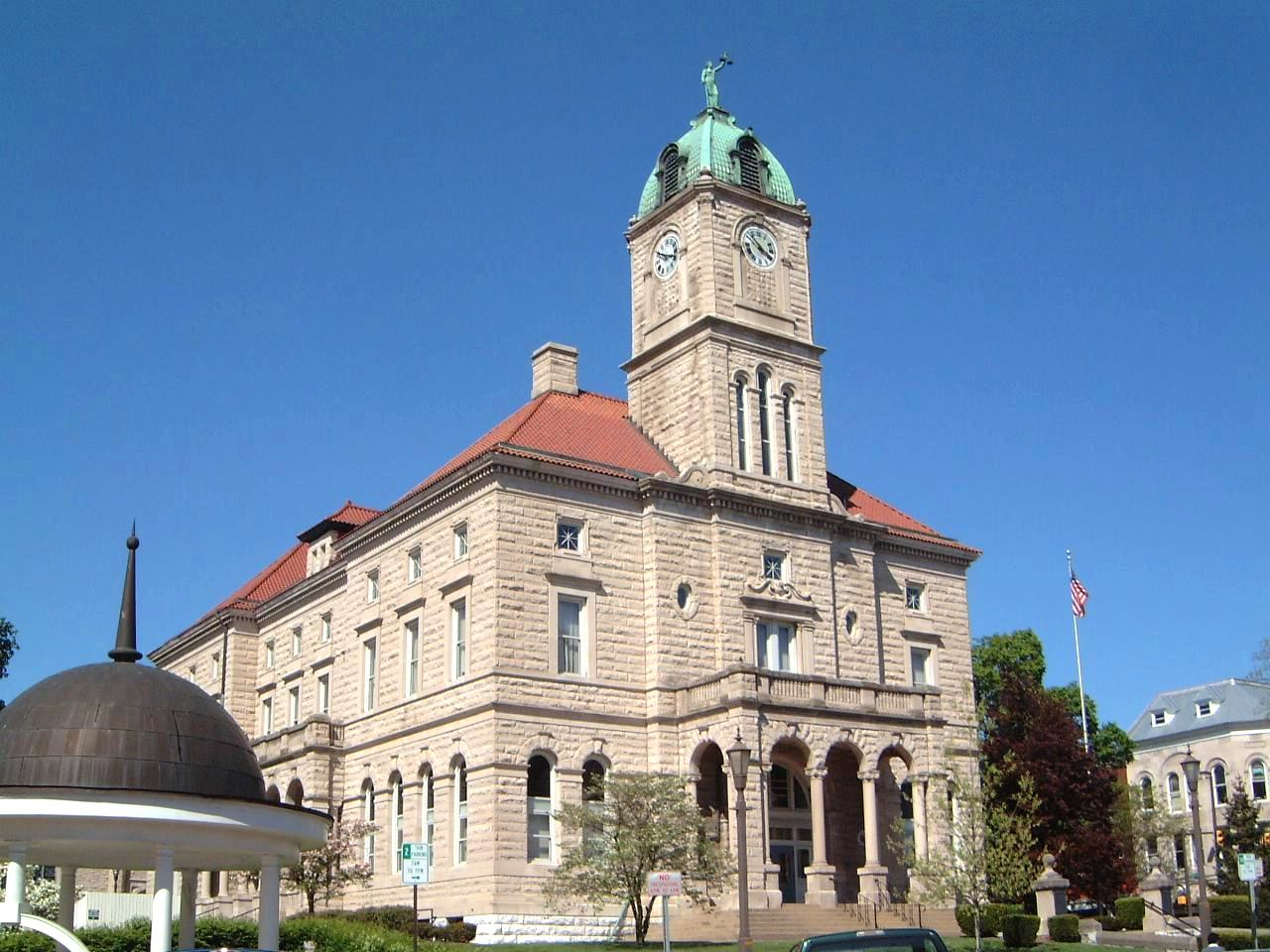
Harrisonburg

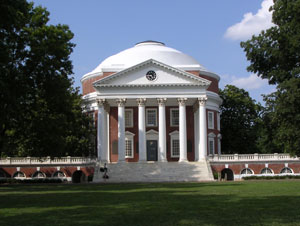
Charlottesville

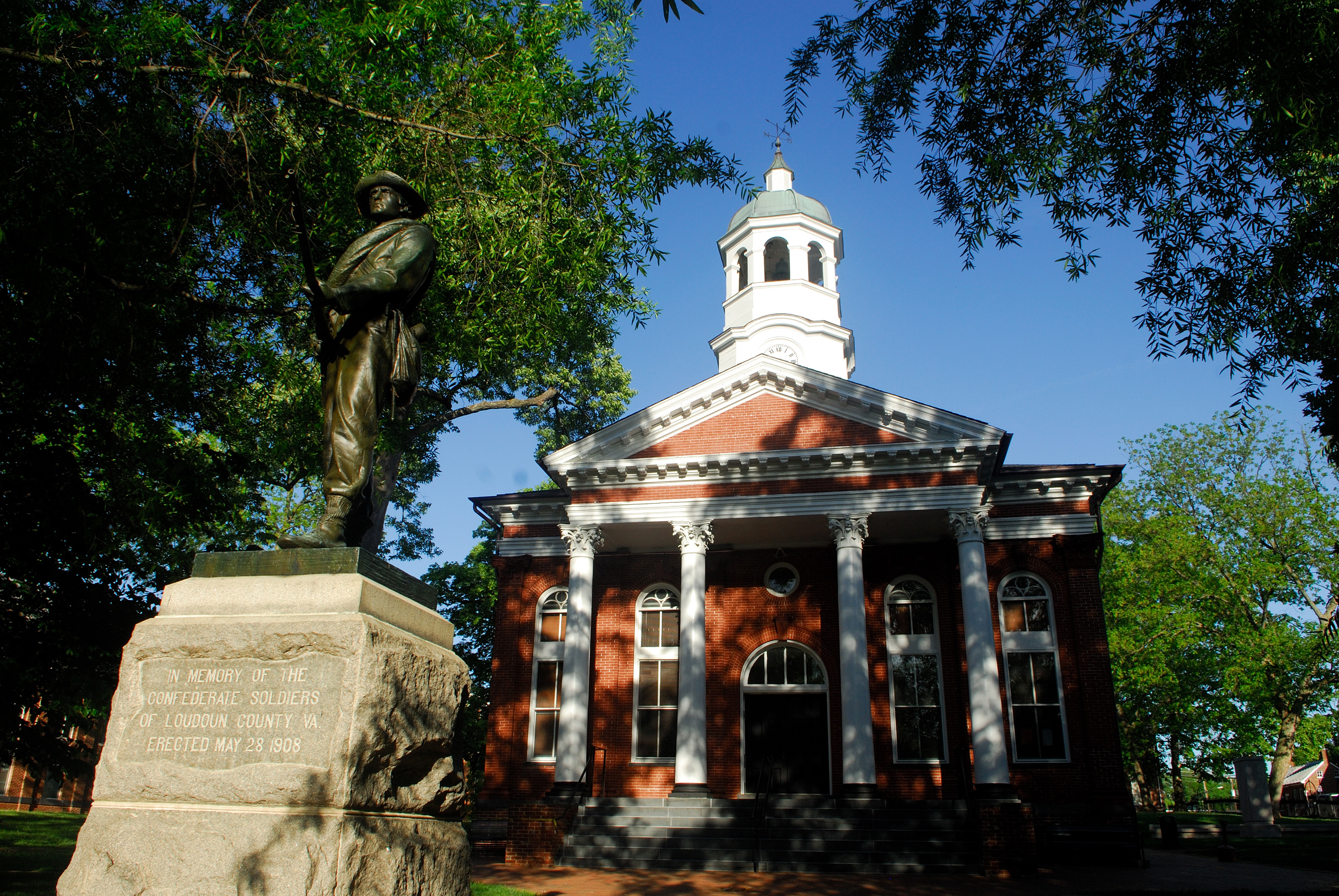
Leesburg

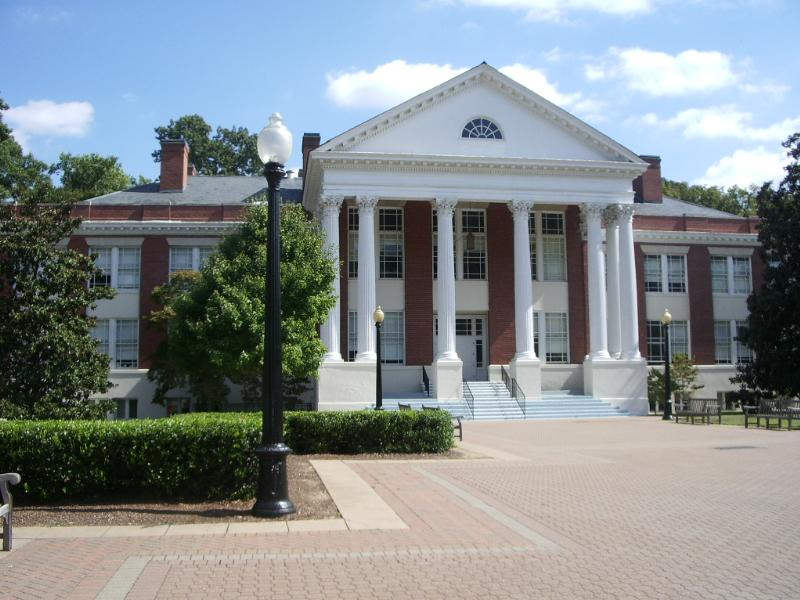
Fredericksburg

| Rang (2020) | Ort                    | Einwohner 2020 | Einwohner 2010 | Einwohner 2000 | Typ  | County(s)                        |
| ----------- | ---------------------- | -------------- | -------------- | -------------- | ---- | -------------------------------- |
| 1           | Virginia Beach         | 459.470        | 437.994        | 425.259        | City | Independent city                 |
| 2           | Chesapeake             | 249.422        | 222.209        | 199.186        | City | Independent city                 |
| 3           | Arlington              | 238.643        | 207.627        | 189.385        | CDP  | Arlington County                 |
| 4           | Norfolk                | 238.005        | 242.803        | 234.403        | City | Independent city                 |
| 5           | Richmond               | 226.610        | 204.214        | 197.945        | City | Independent city                 |
| 6           | Newport News           | 186.247        | 180.719        | 180.379        | City | Independent city                 |
| 7           | Alexandria             | 159.467        | 139.966        | 128.351        | City | Independent city                 |
| 8           | Hampton                | 137.148        | 137.436        | 146.437        | City | Independent city                 |
| 9           | Roanoke                | 100.011        | 97.032         | 94.912         | City | Independent city                 |
| 10          | Portsmouth             | 97.915         | 95.535         | 100.566        | City | Independent city                 |
| 11          | Suffolk                | 94.324         | 84.585         | 63.684         | City | Independent city                 |
| 12          | Lynchburg              | 79.009         | 75.568         | 65.269         | City | Independent city                 |
| 13          | Centreville            | 73.518         | 71.135         | -              | CDP  | Fairfax County                   |
| 14          | Dale City              | 72.088         | 65.969         | -              | CDP  | Prince William County            |
| 15          | Reston                 | 63.226         | 58.404         | -              | CDP  | Fairfax County                   |
| 16          | Harrisonburg           | 51.814         | 48.914         | 40.453         | City | Independent city                 |
| 17          | McLean                 | 50.773         | 48.115         | -              | CDP  | Fairfax County                   |
| 18          | Leesburg               | 48.250         | 42.616         | 28.309         | Town | Loudoun County                   |
| 19          | Tuckahoe               | 48.051         | 44.990         | 43.242         | CDP  | Henrico County                   |
| 20          | Charlottesville        | 46.553         | 43.475         | 40.089         | City | Independent city                 |
| 21          | Ashburn                | 46.349         | 43.511         | -              | CDP  | Loudoun County                   |
| 22          | Lake Ridge             | 46.162         | 41.058         | -              | CDP  | Prince William County            |
| 23          | Blacksburg             | 44.826         | 42.620         | 39.823         | Town | Montgomery County                |
| 24          | Woodbridge             | 44.668         | 39.091         | 31.941         | CDP  | Prince William County            |
| 25          | Annandale              | 43.363         | 41.008         | -              | CDP  | Fairfax County                   |
| 26          | Manassas               | 42.772         | 37.821         | 34.661         | City | Independent city                 |
| 27          | Danville               | 42.590         | 43.071         | 48.312         | City | Independent city                 |
| 28          | Burke                  | 42.312         | 41.055         | -              | CDP  | Fairfax County                   |
| 29          | Linton Hall            | 41.754         | 35.725         | -              | CDP  | Prince William County            |
| 30          | Mechanicsville         | 39.482         | 36.348         | 30.464         | CDP  | Hanover County                   |
| 31          | Oakton                 | 36.732         | 34.166         | 29.348         | CDP  | Fairfax County                   |
| 32          | Fair Oaks              | 34.052         | 30.223         | -              | CDP  | Fairfax County                   |
| 33          | South Riding           | 33.877         | 24.256         | -              | CDP  | Loudoun County                   |
| 31          | Petersburg             | 33.458         | 32.420         | 33.740         | City | Independent city                 |
| 32          | Springfield            | 31.339         | 30.484         | -              | CDP  | Fairfax County                   |
| 33          | Short Pump             | 30.626         | 24.729         | -              | CDP  | Henrico County                   |
| 34          | Sterling               | 30.337         | 27.822         | -              | CDP  | Loudoun County                   |
| 35          | West Falls Church      | 30.243         | 29.207         | -              | CDP  | Fairfax County                   |
| 36          | Winchester             | 28.120         | 26.203         | 23.585         | City | Independent city                 |
| 37          | Fredericksburg         | 27.982         | 24.286         | 19.279         | City | Independent city                 |
| 38          | Cave Spring            | 26.755         | 24.922         | 24.941         | CDP  | Roanoke County                   |
| 39          | Tysons Corner          | 26.374         | 19.627         | -              | CDP  | Fairfax County                   |
| 40          | Staunton               | 25.750         | 23.746         | 23.854         | City | Independent city                 |
| 41          | Salem                  | 25.346         | 24.802         | 24.747         | City | Independent city                 |
| 42          | Bailey’s Crossroads    | 24.749         | 23.643         | 23.166         | CDP  | Fairfax County                   |
| 43          | Herndon                | 24.655         | 23.292         | 21.669         | Town | Fairfax County                   |
| 44          | Chantilly              | 24.301         | 23.039         | 41.041         | CDP  | Fairfax County                   |
| 45          | Fairfax                | 24.146         | 22.565         | 21.570         | City | Independent city                 |
| 46          | Cherry Hill            | 23.683         | 16.000         | -              | CDP  | Prince William County            |
| 47          | Brambleton             | 23.486         | 9.845          | 116            | CDP  | Loudoun County                   |
| 48          | Chester                | 23.414         | 20.987         | 17.890         | CDP  | Chesterfield County              |
| 49          | West Springfield       | 23.369         | 22.460         | -              | CDP  | Fairfax County                   |
| 50          | Christiansburg         | 23.348         | 21.041         | 16.984         | Town | Montgomery County                |
| 51          | Hopewell               | 23.033         | 22.591         | 22.277         | City | Independent city                 |
| 52          | Lincolnia              | 22.922         | 22.855         | -              | CDP  | Fairfax County                   |
| 53          | Montclair              | 22.279         | 19.570         | 15.728         | CDP  | Prince William County            |
| 54          | Waynesboro             | 22.196         | 21.006         | 19.520         | City | Independent city                 |
| 55          | McNair                 | 21.598         | 17.513         | -              | CDP  | Fairfax County                   |
| 56          | Neabsco                | 21.193         | 12.068         | -              | CDP  | Prince William County            |
| 57          | Rose Hill              | 21.045         | 20.226         | -              | CDP  | Fairfax County                   |
| 58          | Meadowbrook            | 20.898         | 18.312         | -              | CDP  | Chesterfield County              |
| 59          | Woodlawn               | 20.859         | 20.804         | -              | CDP  | Fairfax County                   |
| 60          | Merrifield             | 20.488         | 15.212         | 11.170         | CDP  | Fairfax County                   |
| 61          | Buckhall               | 20.420         | 16.293         | -              | CDP  | Prince William County            |
| 62          | Lorton                 | 20.072         | 18.610         | -              | CDP  | Fairfax County                   |
| 63          | Culpeper               | 20.062         | 16.379         | 9.664          | Town | Culpeper County                  |
| 64          | Franklin Farm          | 19.189         | 19.288         | -              | CDP  | Fairfax County                   |
| 65          | Sudley                 | 19.008         | 16.203         | -              | CDP  | Prince William County            |
| 66          | Franconia              | 18.943         | 18.245         | -              | CDP  | Fairfax County                   |
| 67          | Midlothian             | 18.320         | 15.308         | 9.770          | CDP  | Chesterfield County              |
| 68          | Colonial Heights       | 18.170         | 17.411         | 16.897         | City | Independent city                 |
| 69          | Gainesville            | 18.112         | 11.481         | 4.382          | CDP  | Prince William County            |
| 70          | Bon Air                | 18.022         | 16.366         | -              | CDP  | Chesterfield County              |
| 71          | Idylwood               | 17.954         | 17.288         | 16.005         | CDP  | Fairfax County                   |
| 72          | Laurel                 | 17.769         | 16.713         | 14.875         | CDP  | Henrico County                   |
| 73          | Burke Centre           | 17.518         | 17.326         | -              | CDP  | Fairfax County                   |
| 74          | Fort Hunt              | 17.231         | 16.045         | -              | CDP  | Fairfax County                   |
| 75          | Bristol                | 17.219         | 17.835         | 17.367         | City | Independent city                 |
| 76          | Manassas Park          | 17.219         | 14.273         | 10.290         | City | Independent city                 |
| 77          | Kingstowne             | 16.825         | 15.556         | -              | CDP  | Fairfax County                   |
| 78          | Bull Run               | 16.794         | 14.983         | 11.337         | CDP  | Prince William County            |
| 79          | Highland Springs       | 16.604         | 15.711         | -              | CDP  | Henrico County                   |
| 80          | Wolf Trap              | 16.496         | 16.131         | -              | CDP  | Fairfax County                   |
| 81          | Vienna                 | 16.473         | 15.687         | 14.453         | Town | Fairfax County                   |
| 82          | Hybla Valley           | 16.319         | 15.801         | -              | CDP  | Fairfax County                   |
| 83          | Glen Allen             | 16.187         | 14.774         | 12.562         | CDP  | Henrico County                   |
| 84          | Radford                | 16.070         | 16.408         | 15.859         | City | Independent city                 |
| 85          | Great Falls            | 15.953         | 15.427         | -              | CDP  | Fairfax County                   |
| 86          | Groveton               | 15.725         | 14.598         | -              | CDP  | Fairfax County                   |
| 87          | Hollins                | 15.574         | 14.673         | 14.309         | CDP  | Botetourt County, Roanoke County |
| 88          | Williamsburg           | 15.425         | 14.068         | 11.998         | City | Independent city                 |
| 89          | East Highland Park     | 15.131         | 14.796         | 12.488         | CDP  | Henrico County                   |
| 90          | Stone Ridge            | 15.039         | 7.214          | 69             | CDP  | Loudoun County                   |
| 91          | Front Royal            | 15.011         | 14.440         | 13.589         | Town | Warren County                    |
| 92          | Falls Church           | 14.658         | 12.332         | 10.377         | City | Independent city                 |
| 93          | Broadlands             | 14.021         | 12.313         | -              | CDP  | Loudoun County                   |
| 94          | Huntington             | 13.749         | 11.267         | -              | CDP  | Fairfax County                   |
| 95          | Brandermill            | 13.730         | 13.173         | -              | CDP  | Chesterfield County              |
| 96          | Martinsville           | 13.485         | 13.821         | 15.416         | City | Independent city                 |
| 97          | Kings Park West        | 13.465         | 13.390         | -              | CDP  | Fairfax County                   |
| 98          | Timberlake             | 13.267         | 12.183         | -              | CDP  | Campbell County                  |
| 99          | Newington              | 13.223         | 12.943         | -              | CDP  | Fairfax County                   |
| 100         | Newington Forest       | 12.957         | 12.442         | -              | CDP  | Fairfax County                   |
| 101         | Mount Vernon           | 12.914         | 12.416         | -              | CDP  | Fairfax County                   |
| 102         | Poquoson               | 12.460         | 12.150         | 11.570         | City | Independent city                 |
| 103         | Lansdowne              | 12.427         | 11.253         | -              | CDP  | Loudoun County                   |
| 104         | Fairfax Station        | 12.420         | 12.030         | -              | CDP  | Fairfax County                   |
| 105         | Cascades               | 12.366         | 11.912         | -              | CDP  | Loudoun County                   |
| 106         | Sugarland Run          | 12.345         | 11.799         | -              | CDP  | Loudoun County                   |
| 107         | Lakeside               | 12.203         | 11.849         | 11.157         | CDP  | Henrico County                   |
| 108         | Stuarts Draft          | 12.142         | 11.243         | 10.039         | CDP  | Augusta County                   |
| 109         | Manchester             | 12.129         | 10.804         | -              | CDP  | Chesterfield County              |
| 110         | Wakefield              | 11.805         | 11.275         | -              | CDP  | Fairfax County                   |
| 111         | Dranesville            | 11.785         | 11.921         | -              | CDP  | Fairfax County                   |
| 112         | Forest                 | 11.709         | 9.106          | 8.006          | CDP  | Bedford County                   |
| 113         | Loudoun Valley Estates | 11.436         | 4.655          | -              | CDP  | Loudoun County                   |
| 114         | New Baltimore          | 11.251         | 8.119          | 5.158          | CDP  | Fauquier County                  |
| 115         | George Mason           | 11.162         | 9.496          | 6.629          | CDP  | Fairfax County                   |
| 116         | Wyndham                | 11.087         | 9.785          | 6.176          | CDP  | Henrico County                   |
| 117         | Lowes Island           | 11.023         | 10.756         | -              | CDP  | Loudoun County                   |
| 118         | Yorkshire              | 10.992         | 7.541          | 6.732          | CDP  | Prince William County            |
| 119         | Madison Heights        | 10.893         | 11.285         | 11.584         | CDP  | Amherst County                   |
| 120         | Difficult Run          | 10.600         | 10.351         | 10.173         | CDP  | Fairfax County                   |
| 121         | Gloucester Point       | 10.587         | 9.402          | 9.429          | CDP  | Gloucester County                |
| 122         | Countryside            | 10.418         | 10.072         | -              | CDP  | Loudoun County                   |
| 123         | Belmont                | 10.268         | 9.100          | 1.284          | CDP  | Loudoun County                   |
| 124         | Independent Hill       | 10.165         | 7.419          | 4.452          | CDP  | Prince William County            |
| 125         | Lake Monticello        | 10.126         | 9.920          | 6.852          | CDP  | Fluvanna County                  |
| 126         | Warrenton              | 10.057         | 9.597          | 6.678          | Town | Fauquier County                  |

Weitere Siedlungen in Virginia in alphabetischer Reihenfolge:
| - Abingdon - Adwolf - Afton - Altavista - Amelia Courthouse - Amherst - Ampthill - Appalachia - Apple Mountain Lake - Appomattox - Aquia Harbour - Ashland - Atkins - Bassett - Basye - Bealeton - Bedford - Belle - Belle Haven - Bellwood - Belmont Estates - Belmont Estates - Bena - Bensley - Berryville - Bethel Manor - Big Island - Big Stone Gap - Blacktone - Bland - Blue Ridge - Bluefield - Boston - Boswell’s Corner - Bowling Green - Bracey - Bridgewater - Broadway - Brodnax - Brookneal - Buchanan - Buena Vista - Bull Run Mountain Estates - Cana - Cape Charles - Carrollton - Castlewood - Central Garage - Chamberlayne - Chase City - Chatham - Chatmoss - Cheriton - Chesterfield - Chilhowie - Chincoteague | - Christiansburg - Chuckatuck - Clarksville - Claypool Hill - Clifton Forge - Clintwood - Cloverdale - Coeburn - Collinsville - Colonial Beach - Concord - County Center - Courtland - Covesville - Covington - Crewe - Crimora - Crosspointe - Cross Junction - Crozet - Dahlgren - Daleville - Dayton - Dillwyn - Disputana - Dooms - Doswell - Dryden - Dublin - Dulles Town Center - Dumbarton - Dumfries - Dunn Loring - East Danville - East Lexington - Edinburg - Elkton - Emory - Emporia - Enon - Ettrick - Evansville - Exmore - Fair Lakes - Fairlawn - Falls Mills - Falmouth - Farmville - Ferrum - Fishersville - Fisherville - Floris - Fort Belvoir - Fort Eustis - Fort Lee - Franklin | - Galax - Gate City - Glade Spring - Gloucester Courthouse - Gloucester Point - Gordonsville - Grafton - Greenbriar - Greenwich - Gretna - Grottoes - Halifax - Hampden - Sydney - Hayfield - Haymarket - Henry Fork - Hillsville - Hinton - Hollymead - Honaker - Horse Pasture - Hot Springs - Hurt - Independence - Innsbrook - Kenbridge - Kilmarnock - King George - Kings Park - Lake Barcroft - Lake Caroline - Lake Holiday - Lake Land’Or - Lake of the Woods - Lake Wilderness - Laymantown - Laurel Hill - Lawrenceville - Lebanon - Lexington - Lightfoot - Loch Lomond - Long Branch - Lovettsville - Louisa - Luray - Lyndhurst - Mantua - Marion - Marshall - Mason Neck - Massanetta Springs - Massanutten - Matoaca - Max Meadows - Mechanicsville | - Mechanicsville - Mechanicsville - Melfa - Merrimac - Middletown - Montpelier - Montrose - Morattico - Mount Hermon - Mount Jackson - Narrows - New Market - Nokesville - North Shore - North Springfield - Norton - Oak Grove - Onancock - Oceana - Orange - Pantops - Parksley - Passapatanzy - Patrick Springs - Pearisburg - Pennington Gap - Pimmit Hills - Plum Creek - Potomac Mills - Pounding Mills - Prince George - Providence Forge - Pulaski - Purcellville - Quantico - Quantico Base - Raven - Ravensworth - Reedville - Remington - Revercombs Corner - Richland - Ridgeway - Ringgold - Rivanna - Rockingham - Rocky Mount - Rockwood - Ruckersville - Rural Retreat - Rustburg - Saint Joy - Saltville - Sandston - Seven Corners - Severn | - Sewells Point - Shawneeland - Shawsville - Shenandoah - Shenandoah Farms - Smithfield - South Boston - South Hill - South Run - Southern Gateway - Spotsylvania Courthouse - Springville - St. Paul - Stafford - Stafford - Stanley - Stanleytown (Henry County) - Stanleytown (Scott County) - Stephens - Strasburg - Stuart - Tappahannock - Tazewell - Temperanceville - Timberville - Toano - Triangle - Troutville - Tuggle - Twin Lakes - Tyro - University Center - Verona - Victoria - Vint Hill Farms - Vinton - Warsaw - Waverly - Waynesboro - Weber City - West Point - Weyers Cave - Windsor - Wise - Woodburn - Woodlake - Woodlawn - Woodstock - Wytheville - Yorktown |